# Hèrnics

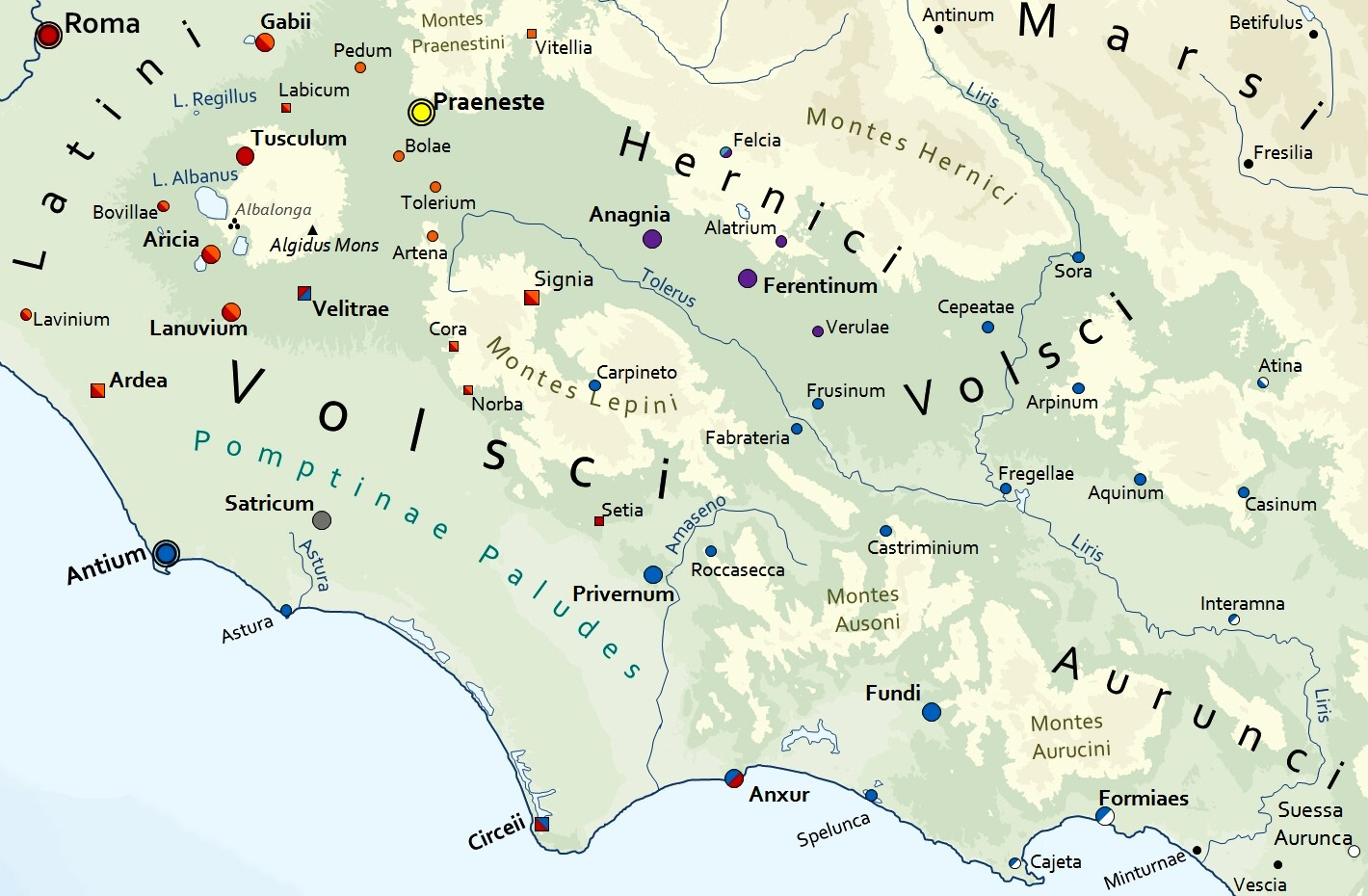
Mapa que mostra el territori històric dels hèrnics al centre de la península Itàlica.

Els hèrnics (en grec antic Ἕρνικοι o ῞ερνικες) eren un poble del centre d'Itàlia, que habitava l'alta vall del Trerus (avui Sacco) i la part muntanyosa al nord del riu, en un territori que després es va incorporar al Laci. Tenien al nord els eques, i al sud i a l'est els volscs. Durant la primera història de Roma eren una nació independent.
Es deia que el seu nom derivava de la paraula sabina o màrsica "herna" que vol dir "roca", potser pel caràcter pedregós del seu territori. Virgili l'anomena "Hernica saxa" (Hèrnica pedregosa). Se'ls considerava emparentats amb els sabins o amb els marsis, que també estaven emparentats entre ells. Servi Fabi Píctor diu que eren una colònia sabina. D'altra banda, Gai Juli Higí diu que eren d'ètnia pelàsgica, i la descripció que en va virgili de les seves armes i dels seus vestits va portar a Macrobi a la conclusió de què eren pelasgs. Parlaven l'hèrnic, considerat una de les llengües itàliques.
Les ciutats hèrniques formaven una lliga coneguda per Lliga hèrnica. Els límits del seu territori probablement va variar amb el temps, però se sap segur que eren ciutats dels hèrnics Anagnia (capital de la Lliga hèrnica), Ferentínum, Alatrium i Verulae. Probablement també ho eren Capitulum i Trebia. Frusino sembla més probable que pertanyés als volscs, encara que potser molt antigament havia estat una ciutat hèrnica. Dionís d'Halicarnàs dona una llista de 47 ciutats que feien sacrificis al Mont Albà, de les quals 16 eren probablement hèrniques, encara que devien ser viles de muntanya de poca importància. Estaven separats dels volscs per les muntanyes Lepini.
Els hèrnics van aparèixer a la història de Roma durant el regnat de Tarquini el Superb, quan aquest rei va fer amb ells un tractat d'aliança que va unir a llatins i hèrnics en l'anomenada Lliga llatina contra els volscs i eques. Una tradició conservada per Rufus Fest Aviè presenta al cap hèrnic Cispi Leu (Cispius Laevus) d'Anagnia dirigint un cos auxiliar hèrnic a Roma. Després de l'expulsió dels Tarquinis de Roma, els hèrnics van ser per un temps hostils a la república però aviat es va establir un tractat d'amistat que va signar Espuri Cassi Viscel·lí el 486 aC. Titus Livi diu que el tractat va seguir a una derrota militar dels hèrnics que van ser privats de dos terços del seu territori, però és probable que el tractat fos simplement un complement del signat poc abans pel mateix Cassi amb els llatins, i que buscava una lliga contra eques i volscs. Els volscs ja s'havien apoderat de la ciutat hèrnica de Ferentínum i intentaven expulsar els hèrnics de la vall del Trerus.
Durant més d'un segle els hèrnics van ser aliats de Roma i van combatre els eques i volscs en primera línia. Poc després de la invasió dels gals i la conquesta de Roma (387 aC) les bones relacions entre romans i hèrnics es van trencar i els hèrnics i els llatins van lluitar contra Roma al costat dels volscs. Una situació de guerra i treva que va seguir durant més de 25 anys fins que el 361 aC, després d'uns anys de pau, va esclatar la guerra: al començament els hèrnics van obtenir algunes victòries i van ocupar la ciutat de Ferentínum, però el 358 aC els hèrnics van ser derrotats i sotmesos (devicti subactique sunt) pel cònsol Gai Plauci Pròcul. Un tractat de pau va admetre als hèrnics a l'aliança amb Roma en termes favorables.
En esclatar la guerra amb els llatins el 340 aC els hèrnics van romandre lleials al tractat. Més tard la seva lleialtat era més dubtosa i el 306 aC es va trobar auxiliars hèrnics lluitant al costat dels samnites, i quan el senat va ordenar investigar, els hèrnics van al·legar que era una ofensa i van declarar la guerra a Roma: la ciutat d'Anagnia, la principal dels hèrnics, va encapçalar el partit de la guerra però les ciutats d'Alatrium, Ferentínum i Verulae van refusar prendre part a les hostilitats; en aquestes condicions el cònsol Quint Marci Trèmul va sotmetre als hèrnics en una sola campanya. El termes eren prou favorables: les tres ciutats que no havien participat en la guerra van conservar les seves lleis i magistrats i els privilegis anteriors, i Anagnia i altres ciutats van rebre la ciutadania romana sense dret de sufragi i els seus magistrats van ser privats de la jurisdicció civil i degradats a la condició de prefectura.
Des de llavors els hèrnics van desaparèixer de la història. Els hèrnics en conjunt van obtenir els drets de ciutadania per la Lex Julia de civitate italis danda de l'any 90 aC i el seu territori es va incloure al Latium. Les característiques del poble es van mantenir fins al temps de l'imperi.